# Бридня Ігор Вікторович
Ігор Вікторович Бридня (нар. 20 липня 1988) — український футболіст, нападник.

## Життєпис
У 2002 році захищав кольори ДЮСШ вінницької «Ниви» в дитячо-юнацькій футбольній лізі. З 2003 року навчався в київській футбольній школі «Зміна-Оболонь». З 2005 року грав у дублі «Оболоні».
У 2009 році перейшов у вінницьку «Ниву», звідки в лютому 2010 року перебрався в «Тирасполь». У вищому дивізіоні Молдавії дебютував 7 березня 2010 року в гостьовому матчі проти «Шерифа». На поле вийшов на 86 хвилині, замінивши Юрія Бондарчука. Всього в чемпіонаті Молдови зіграв 23 матчі, відзначився 4 голами.
Наступного року повернувся в Україну. Продовжив кар'єру в команді «Єдність», а потім у МФК «Миколаїв».